# ヴェリンガラ県
ヴェリンガラ県（ヴェリンガラけん、Vélingara）は、セネガル共和国コルダ州を構成する県。県庁所在地はヴェリンガラ。
ヴェリンガラ・クレーター（フランス語: Cratère de Vélingara, 英語: The Velingara Circular Structure）がある。

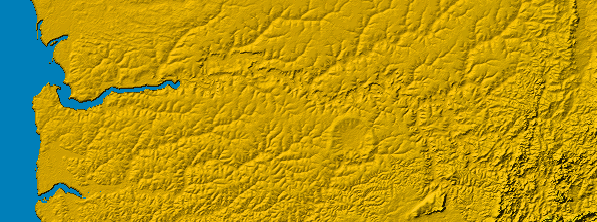
ヴェリンガラ・クレーター